# Государственный строй Нигерии
Политика Нигерии (англ. Politics of Nigeria) — Нигерия является многопартийной республикой, но есть также мнение, что в действительности Народная демократическая партия (People’s Democratic Party — PDP) контролирует почти все рычаги власти.

## Судебная власть
Верховный суд Нигерии является высшей судебной инстанцией в стране. Председателем суда является Главный судья Верховного суда Нигерии, также там работают тринадцать ассоциированных судей, назначенных президентом Нигерии по рекомендации Национального судебного совета и при условии подтверждения кандидатур со стороны сената. В ряде регионов страны действуют шариатские суды.
| Должность                             | Должностное лицо              | Вступил в должность |
| ------------------------------------- | ----------------------------- | ------------------- |
| Главный судья Верховного суда Нигерии | Катсина-Алу                   | Декабрь 2009        |
| Ассоциированный судья                 | Сильвестр Умару Ону           | 1993                |
| Ассоциированный судья                 | Умару Ату Калго               | 1998                |
| Ассоциированный судья                 | Ники Тоби                     | 2002                |
| Ассоциированный судья                 | Дахиру Мусдапхер              | 2003                |
| Ассоциированный судья                 | Огунтаде                      | 2004                |
| Ассоциированный судья                 | Сандей Акинтан                | 2004                |
| Ассоциированный судья                 | Мухтар                        | 2005                |
| Ассоциированный судья                 | Махмуд Мохаммед               | 2005                |
| Ассоциированный судья                 | Уолтер Самуель Нкану Онногхен | 2005                |
| Ассоциированный судья                 | Икечи Фрасис Огбуагу          | 2005                |
| Ассоциированный судья                 | Табайи                        | 1999                |
| Ассоциированный судья                 | Ибрагим Танко Мухаммад        | 2007                |

## Законодательная власть
Двухпалатное национальное собрание (Национальная ассамблея, the National Assembly).
Верхняя палата — Сенат (109 мест). Сенаторы избираются по мажоритарной системе относительного большинства в 36 трёхмандатных и одном одномандатном округе. Председатель Сената избирается непрямым голосованием из сенаторов.
Нижняя палата — Палата представителей (360 мест). Депутаты избираются по мажоритарной системе относительного большинства. Срок полномочий всех депутатов — 4 года.
73 места в Сенате и 213 в Палате представителей находятся под контролем пропрезидентской Народной демократической партии (НДП) (центристы). У Всенародной партии (консерваторы) — 28 и 95 мест соответственно.

## Исполнительная власть
Президент занимает высшую должность в государстве и правительстве, возглавляя кабинет министров Нигерии, известный как Федеральный исполнительный совет. Согласно статье 130 Конституции, президент также обладает статусом главнокомандующего вооруженными силами страны.
Конституция 1999 года наделяет президента всеми исполнительными полномочиями федерации, которые он может осуществлять лично, через своего вице-президента или членов кабинета министров. Раздел 5(1)(b) Конституции гласит, что президент обладает широкими исполнительными полномочиями, включая соблюдение Конституции, законов, принятых Национальным собранием, а также регулирование вопросов, по которым собрание имеет право издавать законы в настоящее время.
Президент избирается всеобщим прямым тайным голосованием сроком на 4 года для обеспечения соблюдения Конституции Нигерии и обеспечения применения законодательства к народу. Он также возглавляет вооруженные силы страны. 
Президент может занимать свой пост не более двух четырехлетних сроков. В мае 2006 года Сенат Нигерии отказался утвердить конституционную поправку, дающую возможность президенту избираться на третий срок.
Действующим президентом Нигерии является Бола Тинубу, избранный в 2023 году. Его вице-президентом является Кашим Шеттима.
Исполнительная власть в Нигерии организована в виде федеральных министерств, каждое из которых возглавляет министр, назначаемый президентом. Эти министерства представляют собой департаменты государственной службы, ответственные за предоставление различных государственных услуг. Во главе каждого министерства стоит постоянный секретарь, который подчиняется министру в Федеральном кабинете министров.
В настоящее время (2025 г.) в Нигерии насчитывается 24 федеральных министерства. Согласно Конституции, в состав кабинета президента должен входить как минимум один представитель от каждого из 36 штатов. Назначения президента подлежат утверждению в Сенате Нигерии.
В некоторых случаях один федеральный министр может отвечать за несколько министерств, таких, например, как окружающая среда и жилищное строительство, или же ему могут помогать один или несколько государственных министров. В каждом министерстве также имеется постоянный секретарь, который является высокопоставленным государственным служащим.
Министерства несут ответственность за различные полугосударственные структуры, такие как университеты, Национальная комиссия по телерадиовещанию и Нигерийская национальная нефтяная корпорация. Однако есть и такие полугосударственные организации, которые находятся в ведении Администрации президента. Среди них можно выделить Независимую национальную избирательную комиссию, комиссию по экономическим и финансовым преступлениям и Федеральную комиссию по гражданской службе.
Палаты Кабинета министров Нигерии (Федерального исполнительного совета) расположены на т.н. Президентской Вилле Асо Рок в Абудже. На Вилле Асо Рок находятся также офисы президента и вице-президента страны.